# بزرگمهر
بُزرگمهر بُخْتَگان (سده ۶ میلادی) که با عنوان بزرگمهر حکیم از او یاد می‌شود، فرزند سوخرا و وزیر خسرو انوشیروان پادشاه ساسانی بود. او رئیس مشاوران ویژهٔ دربار و پاسبان شخصی شاه و رئیس دربار بوده است. منابع فارسی و عربی او را دارای خِرَد استثنایی و اندرزهای حکیمانه توصیف کرده‌اند. گزارش‌های نیمه‌افسانه‌ای از جایگاه او در شاهنامه و در اندازه‌ای کمتر در غرر ثعالبی و مروج‌الذهب مسعودی آمده است. از سوی خاورشناسان، بزرگمهر شخصیتی افسانه‌ای پنداشته می‌شود که به دلیل ناهمگونی نظرات دربارهٔ بزرگمهر در منابع اسلامی و ذکر نشدن نام وی در آثار پیش از اسلام است. برخی از پژوهشگران بزرگمهر را با برزویهٔ طبیب یکی دانسته‌اند که این نظر از سوی دیگر پژوهشگران رد شده است. برخی او را با «بُرْزْمِهر» یکی می‌دانند.
طبق گفته فردوسی و ثعالبی، بزرگمهر هنگامی که در مرو به تحصیل می‌پرداخت، به دربار انوشیروان فراخوانده شد. انوشیروان از او خواست تا خواب او را تعبیر کند؛ و بزرگمهر نیز به درستی این کار را انجام داد. همین امر سبب شد تا بزرگمهر به عنوان مشاور و وزیر شاه انتخاب شود. گشودن راز شطرنج، مهم‌ترین کار بزرگمهر وزیر بود. منابع دوران اسلامی، بزرگمهر را وزیر، دانشمند، قهرمان میهنی، دانای اسرار کشف نشده و آگاه از دانش‌های پزشکی و ستاره‌شناسی توصیف می‌کنند که این امر سبب شرمساری حکومت‌های هند و روم در برابر ایران بوده است. برترین آموزه‌های اخلاقی در آثار نویسندگان ایران به روایت‌های گونه‌گون به بزرگمهر نسبت داده شده است. خلفای عباسی برای موازنه میان اقوام قلمرو خلافت، همواره شیوهٔ ساسانیان را پیش چشم داشتند و روش انوشیروان و وزیر او، بزرگمهر را پی می‌گرفتند. بسیاری از نویسندگان عرب، پندهایی مشابه بزرگمهر را در آثار خویش آورده‌اند. از دیگر ابعاد شخصیتی بزرگمهر، مهارت پیشگویی و دانایی به رازهای نهان است. ایادگار وزرگمهر بختگان یا پندنامهٔ بزرگمهر بختگان، رسالهٔ مادیگان شترنگ یا وزارشن چترنگ از آثار بزرگمهر هستند. آثار دیگری مانند ظفرنامه، «باب برزویهٔ طبیب» در دیباچهٔ کلیله و دمنه و چندین اثر دیگر را نیز بدو منسوب می‌کنند.
در آثار گروهی از نویسندگان، بزرگمهر روزگار تیره‌ای را در پایان زندگانی داشته است. در این کتاب‌ها علت این امر، بدگمانی خسرو انوشیروان به او دانسته شده که به داستان‌های گوناگون آمده است. اما هنگامی که امپراتور روم شرقی، حکیمان ایران را به گشودن راز دُرج جواهر فراخواند، بار دیگر بزرگمهر آن راز را گشود و بدین‌ترتیب مورد بخشش پادشاه و توجه دوبارهٔ او قرار گرفت. خواجه نظام‌الملک در سیاست‌نامه زندگانی بزرگمهر را تا پس از سقوط ساسانیان، و غزالی در نصیحةالملوک داستان گسیل فرستاده از سوی بزرگمهر به نزد عمر برای آگاهی از شخصیت و منش او را روایت کرده است. دربارهٔ درگذشت بزرگمهر در منابع فارسی و عربی دورهٔ اسلامی، نظرات گوناگونی نقل شده است.

## زمینهٔ تاریخی
پروانه پورشریعتی می‌گوید اسناد و شواهد مُهرشناسی، گزارش‌های دینوری و نهایه را تأیید می‌کند: خاندان کارن به‌عنوان اسپهبدان شرق منصوب شده بودند که در روزگار فرمانروایی خسرو اول انوشیروان، نه‌تنها خراسان بلکه بخش‌هایی از طبرستان را نیز دربرمی‌گرفت. از پنج پسر زرمهر سوخرا، یکی با نام «دادمهر» شناخته می‌شود، که روشن است نسخه‌ای کوتاه‌شده از «دادبرزمهر» است. بازسازی یوستی از هویت دادمهر، او را به ۵۵۸–۵۷۵ م می‌رساند، که با سایرِ منابعِ ادبیِ افزون بر مستندات یوستی تأیید می‌شود. از میان سه شخصیتی که فردوسی به‌عنوان مقام‌های بلندپایه در دولت خسرو اول معرفی می‌کند، شخصیت‌هایی هستند که سپس‌تر توسط هرمز چهارم به قتل رسیدند، و یکی از آنان برزمهر بود. این برزمهر پیشتر در میان پسران سوخرا در روزگار سلطنت قباد یاد شده است. به‌گفتهٔ ثعالبی، هنگامی‌که قباد از جنگ علیه هپتالیان بازگشت، بزرگان، موبدان، و نیز جاماسپ تصمیم گرفتند که قباد را به‌عنوان پادشاه بپذیرند تا از جنگ داخلیِ دیگری جلوگیری کنند مشروط بر اینکه قباد نه به جاماسپ و نه به هیچ‌یک از بزرگان آسیب نرساند. قباد پذیرفت و برزمهر را — که ثعالبی او را به‌عنوان فرزند سوخرا می‌شناسد — به وزارت منصوب کرد و به‌خاطر خدماتش پاداش داد. بزرگ اشکانی، برزمهر، قباد را تشویق کرد تا مالیات بر میوه‌ها و غلات را از دهقانان بردارد. خالقی مطلق، به پیروی از یوستی، این شخصیت را با بزرگمهر، وزیر افسانه‌ایِ خردمندِ خسرو اول، یکسان می‌داند.
پورشریعتی ادامه می‌دهد که اکنون می‌توان افزود که این شخصیتِ نامدارِ ادبیات حکمت اسلامی در حقیقت یک کارِنی است؛ این موضوع به‌روشنی از سوی فردوسی تأیید شده است. شواهد مُهرشناسی آگاهی‌هایی را که توسط دینوری، نهایه، فردوسی و یوستی ارائه شده، تأیید می‌کند. مهرهایی از دادمهرِ کارنی (دادبرزمهر، برزمهر) به‌عنوان اسپهبد خراسان در دورهٔ حکمرانی خسرو اول در دست است. دو مهر در مجموعهٔ گایْسِلِن موجود است، یکی دربردارندهٔ دادبرزمهر به‌عنوان ایران‌سپهبد شرق، و مهر شخص دیگری به همان شکل. شکی نیست که دادبرزمهرِ مهرها همان شخصیت دادمهرِ یوستی و برزمهرِ فردوسی است، که دو نامِ آخرْ نسخهٔ کوتاه‌شدهٔ نام است، همان‌گونه‌که در مهرها مشاهده شد. افزون بر این، در هر دو مهر، دادبرزمهر بر نسب پارتی‌اش — که ادعای اسپبدی اشکانی را دارد — تأکید می‌کند.

### خاندان کارن
به‌گفتهٔ لوکونین، در کتیبهٔ کعبهٔ زرتشت و در شمار درباریان اردشیر یکم و شاپور یکم، از طبقه‌ای از اشراف یاد شده که به نام «وزرگان» خوانده می‌شدند. افراد این طبقه، از بزرگانِ طوایفِ اشراف، حکمرانان نیمه‌مستقلِ استان‌های کوچک و خدمتگزاران دولت بودند. ازاین‌رو، طبقات اشرافیِ اوایل عهد ساسانی و اواخر روزگار اشکانی، مانند اشرافیت ارمنی بوده است. به‌گمان، بزرگانِ به‌شمار آمده در اواخر پارتیان و اوایل ساسانیان، برترین ردهٔ اشراف از خاندان‌های وَراز، سورِن و کارنِ و فرمانروایان اَندیگان بوده‌اند که نام‌شان در شمار درباریان اردشیر یکم و شاپور یکم در سنگ‌نوشتهٔ کعبهٔ زرتشت آمده است. به‌گزارش لوکونین، موسی خورِنی دربارهٔ خاستگاه خاندان کارن می‌گوید که کارن به‌همراه سورن و اَرْتَشِس فرزندان شاه پارتی اَرْشَویر بودند که معمولاً با فرهاد چهارم یکی دانسته می‌شود. خواهر اینان، کوشْم با «فرمانده اسواران» — یا همان اسپهبد — ازدواج کرده بود. چنین توافق شد که ارتشس در جایگاه پادشاهی کشور باشد، و کارن، سورن و کوشم اسپهبد در شرق و بلخ تیول‌هایی دریافت کنند و ازهمین‌رو نامدار به «پَخْلَوُوْنی» شدند. اما لوکونین این گزارش خورنی را به‌خاطر ناهمگونی‌های تاریخی، ساخت‌های ریشه‌شناسی بومی، و شکل‌بندی ساختگی تبارنامه‌ها، قابل اعتنا نمی‌داند. او ادامه می‌دهد خاندان‌های کارن، سورن، وراز و اندیگان در دربار اردشیر یکم دارای جایگاه ویژه‌ای بودند و این خاندان‌ها از نمایندگان خاندان‌های اشرافِ پارس جدا بودند. اما با این حال، سرزمین‌ها و قلمروهای گستردهٔ خاندان‌های سورن، کارن و وراز نیز بایست به‌عنوان دولت‌های نیمه‌مستقل بخشی از حکومت ساسانی شده باشند. چنان‌که کارنیان در سرزمین‌های ماد، و سورنیان بر بخش‌هایی از سَکَسْتان و شاخه‌ای از اینان بر پیرامون نیشابور حکم می‌راندند.
پورشریعتی می‌گوید بی‌گمان چنین است که کارن‌ها از سوی خسرو اول انوشیروان به‌عنوان اسپهبدان خراسان در دوره‌ای از اصلاحات اداری–نظامی منصوب شدند که او قلمرو خود را به چهار کوست بخش کرد. نوآوری در اصلاحات خسرو اول این بود که به‌منظور تسلط بر خانواده‌های سلطنتی اشکانی در سرزمین‌های خانوادگی گستردهٔ آنها، گاهی به برخی از آنان قلمروهایی برون از محدودهٔ نیاکانی‌شان واگذار کرده بود، و در نتیجه سببِ ستیزِ بیشتر میان خانواده‌های سلطنتی اشکانی و افزایش ابتکارِ عملِ سلطنت در برابر اینان شد. نباید از یاد برد که خراسان، سرزمین نیاکانی خانوادهٔ اسپهبدان بود، نه کارن‌ها — که سرزمین اجدادی‌شان نهاوند به نظر می‌رسید. در جریان اصلاحات خسرو اول، خانواده‌های پارتی همکاری خود را با پادشاه ساسانی ادامه دادند. کارن‌ها به‌عنوان سپهبدان شرق (کوست خورآسان) گمارده شدند، خاندان اسپهبدان به‌عنوان سپهبدان غرب (کوست خوربران)، و خاندان مهران به‌عنوان سپهبدان بخش شمال (کوست آذربایگان). بنابراین، به نظر نمی‌رسد که در پویایی و همکاری میان ساسانیان و خانواده‌های سلطنتی اشکانی، حتی پس از قیام مزدک و اصلاحات خسرو اول انوشیروان، دگرگونی روی داده باشد. حتی اگر چنین قیام‌های گسترده‌ای وجود داشته باشد، به‌سختی بر ثروت خانواده‌های سلطنتی پارتی اثر گذاشته است؛ یا همان‌گونه‌که در کوتاه‌مدت دیده می‌شود، ارتباط آنان با سلطنت ساسانی پویا بوده است.

## نام و کیستی

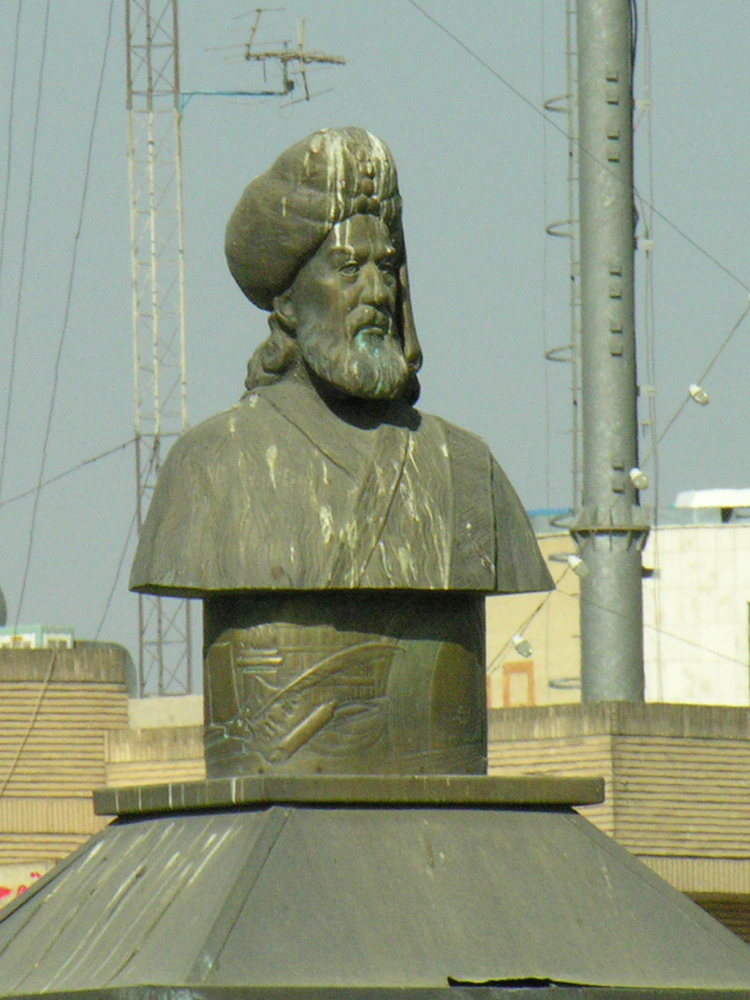
سردیس بزرگمهر در اصفهان

نام بزرگمهر در پهلوی «وُزُرگمِهر بُختَگان» بوده و در عربی «ابوزَرجْمِهر، بُزُرجْمهر یا بوزُرجمهر» شده است. فردوسی در شاهنامه از صورت سوم بهره برده که به‌گمان به‌خاطر گنجیدن در وزن شاهنامه بوده است. مریم مجیدی بزرگمهر را عنوانی می‌داند که در نوشته‌های پهلوی «وُچورْگْمِتْر» و «وُزُرگمهرِ بُخْتَگان» و در نوشته‌های فارسی و عربی به شکل‌های «بزرگمهر»، «بزرجمهر»، «بوذرجمهر» و «ابوذرجمهر» دیده می‌شود. معنای نام بزرگمهر در لغت، «آفتاب بزرگ» یا «صاحب محبت بزرگ» است و ریشه‌شناسی، آن را مصحَف «بُرْزمِهر» یا «دادبُرزمهر» می‌داند که در شکل «زرمهر» هم آمده؛ یا شاید در صورتی درست‌تر، «دات بُرْژمِئْر» و «بورزومهر» باشد که کهن‌ترین شکل در کتیبه‌هاست.

### بزرگمهر، افسانه یا واقعیت
جدا از ناهمگونی نظرات دربارهٔ بزرگمهر در منابع اسلامی، نبود نام وی در آثار پیش از اسلام نیز، سبب شده تا بزرگمهر از سوی خاورشناسان شخصیتی افسانه‌ای پنداشته شود. بارتلد کتابی دربارهٔ وزیری بسیار شایسته در مصر باستان می‌یابد که به‌گمانِ ابوجعفر زرتشت شرح حال مهرنرسه، وزیر بهرام گور (حک: ۴۲۰ م – ۴۳۸ م) است، اما میهن‌پرستی اهل خراسان سبب جایگزینی بزرگمهر افسانه‌ای به‌جای مهرنرسهٔ تاریخی شد تا جایی که پند و اندرز و حکمت‌هایی منسوب به بزرگمهر در آثاری گردآوری شد. اما بارتلد به چگونگی دسترسی ابوجعفر زرتشت به منبع مصری و نیز، چرایی عدم معرفی بزرگمهر به‌عنوان وزیر بهرام گور نمی‌پردازد.
به‌دنبال بارتلد، آرتور کریستنسن گزارش می‌کند که با توجه به مکتوبی نوشته به خط آرامی بر پاپیروس متعلق به سدهٔ پنجم ق. م، شخصی به‌نام «اهیکر» یا «احیقر» که وزیر پادشاه آشور بوده، معماهایی بسیار شبیه به ماجراهای زندگی بزرگمهر را رمزگشایی نموده است. او در ادامه برای پیوندزدن میان اهیکر و روزگار خسرو اول، بزرگمهر را با برزویهٔ طبیب یکی دانسته است. اما او روشن نمی‌کند که درصورت یکی بودن این دو شخصیت و داشتن منصب پزشکی دربارِ این شخصیت، وزارت نوشین‌روان را چه شخصی عهده‌دار بوده است. کریستنسن دلیل دومی می‌آورد و آن اینکه «دیوسرم» نام پادشاه هند بود که شطرنج را به دربار ایران فرستاد و کلیله و دمنه نیز برای «دیوسرم» یا «داب سلم» یا «دابشلیم» روایت شده است. به‌گفتهٔ مریم مجیدی این استدلال تنها نشان‌دهندهٔ آن است که یک پادشاه هندی این هردو شطرنج و کلیله و دمنه را در اختیار داشته است؛ و اما سومین دلیلی که کریستنسن بیان می‌کند، یکی بودن زادگاه برزویه و بزرگمهر — یعنی مرو — است. مجیدی می‌گوید شخصیت‌های نامدار دیگری چون باربد نیز از مرو بوده‌اند و با دربار ساسانیان نسبت داشته‌اند؛ و این دلیلی بر یکی دانستن این اشخاص با دیگر اهالی مرو نیست. مجیدی ادامه می‌دهد به‌باور کریستنسن، گزارش ابن بلخی در فارس‌نامه دربارهٔ جایگاه بزرگمهر بر تختی زرین در کنار تخت خسرو انوشیروان، مورد نقد است چراکه آن تخت از آنِ «بزرگ فرمدار» بوده که سمت «بزرگ دبیری» یا «وزیری» پادشاه را داشته است، اما کریستنسن دربارهٔ کیستی وزیر سخنی نمی‌گوید. واپسین نکته این است که از پدر برزویه در هیچ‌جا با نام «بختگ» یا «سوخرا» سخنی نرفته و از سویی، بر پایهٔ باب برزویهٔ طبیب در آغاز کلیله و دمنه، پدر وی از لشکریان بوده که نامی از او به میان نیامده است. کریستنسن بر این استدلال بود که با توجه به نام‌نبردن از بزرگمهر در منابع روم شرقی و ارمنیِ معاصر با بزرگمهر و نیز آثار طبری، ابن‌قتیبه و حمزه اصفهانی — که همه از خدای‌نامگ پهلوی بهره برده‌اند — باید نتیجه گرفت که این نام با برزویهٔ پزشک یکی باشد. او استدلال کرد که احتمالاً «برزویه» کوتاه‌شدهٔ «برزمهر» بوده و بد خوانده شدن خط پهلوی ممکن است سبب شده باشد تا «برزمهر» در عربی «بزرجمهر» نوشته شود. پایهٔ استدلال کریستنسن، دو رسالهٔ ایادگار وزرگمهر بختگان و وزارشن چترنگ از سدهٔ سوم هجری است که گاهی به بزرگمهر نسبت داده می‌شود. نام «وزرگمهر» در این دو رساله دیده می‌شود که به‌باور کریستنسن، نویسه‌گردانیِ پهلویِ «بزرجمهرِ» عربی است. او بر این گمان است که این رساله‌ها بعدها به فارسی برگردانده شده و فردوسی در سرودن شاهنامه از آن‌ها بهره برده و در آن‌ها «وزرگمهر» به شکل «بزرگمهر» درآمده است. اما صادق سجادی می‌گوید این استدلال نیز قابل نقض و نااستوار است؛ چراکه نخست، ابن قتیبه — که پیش از طبری و سعید بن بطریق است —، دینوری و ثعالبی از بزرگمهر سخن رانده‌اند؛ دوم، نزدیکی میان ایادگار وزرگمهر بختگان با شرح حال برزویه در کلیله و دمنه بر یکسانی دو اثر و دو نام دلالت نمی‌کند، چه اینکه نزدیکی شرح حال برزویه با برخی آثار دیگر حتی بیشتر است؛ و اینچنین می‌گوید که برزویه شخصیتی حقیقی و مستقل از بزرگمهر است.
فردیناند یوستی بزرگمهر را با «بُرْزْمِهر» — دبیر خسرو اول که بعدها به فرمان هرمز چهارم (حک: ۵۷۸ م – ۵۹۰ م) کشته شد — یکی می‌داند. نیز او احتمال می‌داد که نام برزویهٔ طبیب، شکل کوتاه‌شدهٔ «بزرگمهر» باشد؛ اما ادعا نکرد که «برزویه» با دو شکل دیگر نام یکسان باشد.
خالقی مطلق می‌گوید نشانه‌هایی وجود دارد که هرچند این رساله‌ها در دورهٔ اسلامی نوشته شده‌اند، اما بر پایهٔ آثار ساسانی هستند و نه آثار عربی. از این گذشته، از منظر زبان‌شناسی کاملاً بعید است که «وزرگمهر»، بازسازیِ شکل عربیِ این نام باشد. اشاره‌نکردن طبری، حمزه اصفهانی و دیگر نویسندگان به بزرگمهر، نمی‌تواند دلیلی بر نام‌نبردن از او در منابع پهلوی مانند خدای‌نامگ نیز باشد؛ چراکه این نویسندگان بهرهٔ اندکی از چنین منابعی برده‌اند. فردوسی و ثعالبی در بخش‌هایی از نوشته‌هاشان نام بزرگمهر را برده‌اند که نمی‌تواند از آن دو رساله آورده شده باشد؛ افزون بر اینکه این نام در آثار ابن ندیم، مسعودی و دیگران نیز دیده می‌شود. وجود داستان‌هایی دربارهٔ بزرگمهر در شاهنامه و غرر به این نکته اشاره می‌کند که فردوسی و ثعالبی آن‌ها را از شاهنامهٔ منثور ابومنصوری — که در اصل برگردان فارسی خدای‌نامگ بود — وام گرفته‌اند. اگرچه بسیاری همسانی‌ها میان شاهنامهٔ فردوسی و دو رسالهٔ پهلوی، به‌ویژه داستان‌هایی دربارهٔ شطرنج و برخی اندرزهای خردورزانهٔ بزرگمهر، امکان منبعی مشترک را به ذهن متبادر می‌کند، اما تفاوت‌های بنیادین را می‌توان گواهی دانست بر اینکه شالودهٔ حماسهٔ فردوسی از برگردان فارسی آن رساله‌ها گرفته نشده است. شاید این ناهماهنگی‌ها نشان‌دهندهٔ آن باشد که بسیاری از داستان‌ها و حکایت‌های رایج، برای اهداف ادبی خدای‌نامگ اقتباس شده‌اند و از آن طریق به شاهنامهٔ فردوسی راه یافته‌اند، درحالی‌که مواد خام آن، به شکل دقیق‌تر در رساله‌ها آمده‌اند. این فرضیه از سنجشِ دیگر متون پهلویِ به‌جامانده مانند ایادگار زریران و کارنامگ ارتخشیر پاپکان با شاهنامه و برگردان خسرو اد ریدگ از پهلوی به عربی در غرر ثعالبی تقویت می‌شود. شواهد موجود ظاهراً نشان‌دهندهٔ آنند که بزرگمهر وزیر، برزویهٔ طبیب نبوده، اما امکان دارد که با برزمهر دبیر — که به‌فرمان هرمز چهارم، فرزند و جانشین خسرو اول به مرگ محکوم شد — یکی باشد. اعدام او احتمالاً سرچشمهٔ داستان خشم شاهانه شده که مسعودی، فردوسی و ثعالبی در شکل‌های گوناگون آن را آورده‌اند. در داستان پادشاهی خسرو اول، آنچنان‌که فردوسی و ثعالبی آورده‌اند، پادشاهی نامدار به دادگری بزرگمهر را می‌بخشد. در روایت مسعودی، بزرگمهر وزیر خسرو دوم است که نیازی دیده نشده تا از بازگویی اعدام دوری شود. دربارهٔ سرچشمهٔ نام بزرگمهر، بد خوانده شدن «برزمهر» در خط پهلوی، یقیناً منطقی است. احتمال دیگر این است که بخش نخست «وُزُرگ فْرَمَدار» با بخش دوم برزمهر ترکیب شده باشد.

## زندگی
بزرگمهر بختگان در ادبیات و افسانه‌ها، وزیر خسرو اول انوشیروان (حک: ۵۳۱ م – ۵۷۸ م) دانسته شده است. مسعودی به‌اشتباه او را وزیر خسرو دوم پرویز (حک: ۵۹۰ م – ۶۲۸ م) معرفی کرده است. در شاهنامه نیز چنین آمده و هواداری‌اش از مانی را چرایی مرگش می‌داند. منابع فارسی و عربی او را دارای خِرَد استثنایی و اندرزهای حکیمانه توصیف کرده‌اند. در ایادگار وزرگمهر، اَرگبِد و رئیس خواجگان بخش انطاکیه در تیسفون نامیده شده است. او رئیس مشاوران ویژهٔ دربار و پاسبان شخصی شاه و رئیس دربار بوده است. گزارش‌های نیمه‌افسانه‌ای از جایگاه او در شاهنامه و در اندازه‌ای کمتر در غرر ثعالبی و مروج‌الذهب مسعودی آمده است.
کریستنسن زرمهر را فرزند سوخرا می‌داند و همایی «بختگ» را لقب سوخرا، پدر بزرگمهر. به‌باور کریستنسن، نشانه‌های تاریخی سوخرا را از درباریان قباد یکم (حک: ۴۸۸ م – ۴۹۶ م و ۴۹۸ یا ۴۹۹ م – ۵۳۱ م) می‌نمایاند که به‌دستور وی کشته شد. به‌گفتهٔ بناکتی، بزرگمهر فرزند سوخرا بوده و در روزگار جاماسپ، برادر قباد یکم، وزارت داشته است. او می‌گوید قباد پس از پیروزی بر جاماسب، برای جبران قتل سوخرا، بزرگمهر را وزیر خویش کرد و بزرگمهر در روزگار انوشیروان نیز همچنان وزیر باقی ماند. مریم مجیدی این گفته‌های بناکتی را به گزارش‌های مبالغه‌آمیز داستان‌های امیرحمزه و رموز حمزه مانند کرده است.
به‌گزارش فردوسی و ثعالبی او هنوز دانش‌آموزی جوان بود که از مرو به دربار خسرو اول فراخوانده شد تا خواب پادشاه را تعبیر کند. خسرو اول رؤیایی دید که هیچ‌یک از خوابگزاران را یارای تعبیر آن نبود. شخصی معتمد نامدار به آزادسرو از استاد مکتبخانهٔ بزرگمهر در مرو، تعبیر خواب را پرسید. استاد گزاردن خواب را ندانست، اما بزرگمهر برای این کار داوطلب شد تا در حضور پادشاه، خواب را تعبیر کند. بدین‌ترتیب بزرگمهر نوجوان به دربار خسرو انوشیروان راه یافت؛ تعبیر او درست درآمد و زان پس بخت به او رو کرد. بزرگمهر مشاور و وزیر شاه شد و در شورای هفتگی سلطنتی در کنار پادشاه بر جایگاهی پرافتخار می‌نشست. جایگاه او هم‌ردهٔ پادشاهان روم و چین و خزر بود. گشودن راز شطرنج، مهم‌ترین کار بزرگمهر وزیر بود. آنگونه که از برآیند داستان در روایت‌های فردوسی، ثعالبی، راوندی و مجمل‌التواریخ به‌دست می‌آید، گروهی از سوی پادشاه هند همراه با شطرنج به ایران فرستاده شدند با این شرط که چنانچه ایرانیان موفق به گشودن راز شطرنج شدند، هندیان همچنان به ایرانیان خراج بگزارند؛ و چنانچه اینگونه نشد خراج از هندیان برداشته شود. هنگامی که حکیمان هند برای آزمایش هوش حکیمان ایران، همراه با شطرنج به ایران آمدند، این بزرگمهر بود که راز آن را گشود و خود نیز بازی نرد را اختراع نمود که حکیمان هند را حیرت‌زده کرد. گفته می‌شود بزرگمهر بابی به شطرنج هند افزود که راوندی چینش میدان و چگونگی حرکت مهره‌های آن را ترسیم کرده است. راوندی می‌گوید این شطرنج از سوی انوشیروان برای قیصر روم فرستاده شد و حکیمان روم هم بر آن، دو باب دیگر افزون کردند.
در آثار گروهی از نویسندگان، چرایی روزگار تیره‌بختی بزرگمهر در پایان زندگانی، بدگمانی خسرو انوشیروان به او دانسته شده که به داستان‌های گوناگون آمده است. فردوسی سبب را داستان گمان نوشین‌روان بر جواهر خوراندن از سوی بزرگمهر روایت می‌کند. روزی خسرو بر بزرگمهر گمان بُرد که می‌خواسته در خواب به او جواهر بخوراند. بنابر خرافات پزشکیِ آن روزگار، بلعیدن جواهر سبب پالایش و تنقیهٔ بدن می‌شد. خسرو بزرگمهر را به زندان انداخت و او در زندان بینایی خویش را از دست داد. در مجمل‌التواریخ آمده که پادشاه پس از بازگشت از روم، همیشه از بزرگمهر رنجیده و آزرده بود. ابن بلخی در فارس‌نامه از دچار شدن چندبارهٔ بزرگمهر به غرور در دورهٔ وزارت گزارش می‌کند و اینکه این حالِ او به انوشیروان گزارش شد و پادشاه از بیم، او را به زندان انداخت، اما به‌خاطر خردمندی بزرگمهر، در هر بار او را از زندان می‌رهانید و گرامی می‌داشت. فردوسی گزارش می‌کند که در هنگام به زندان بودن بزرگمهر، پرسش و پاسخ‌هایی میان او و پادشاه درمی‌گرفت که با پاسخ‌های آماده، هوشمندانه و تحقیرآمیز بزرگمهر، خاطر نوشین‌روان تیره می‌شد.
با این وجود، هنگامی که امپراتور روم شرقی، حکیمان ایران را به گشودن راز دُرج جواهر فراخواند، دگربار این بزرگمهر بود که آن راز را گشود و بدین‌ترتیب مورد بخشش پادشاه و توجه دوبارهٔ او قرار گرفت. قیصر روم پیشنهادی مشابه پیشنهاد پادشاه هند به ایرانیان داد تا اگر محتوای درون صندوقچهٔ مُهرشده را ندانستند، پادشاه ایران خراج را از رومیان بردارد. خسرو اول از درباریان و دانشمندان نومید شده و دوباره رو به سوی بزرگمهر کرد و از او دلجویی نمود. بزرگمهر پاسخ را یافت، از زندان آزاد شد و دگربار و در کهنسالی منزلت خویش بازیافت.

### پایان زندگی و درگذشت
خواجه نظام‌الملک در سیاست‌نامه زندگانی بزرگمهر را تا پس از سقوط ساسانیان، و غزالی در نصیحةالملوک داستان گسیل فرستاده از سوی بزرگمهر به نزد عمر برای آگاهی از شخصیت و منش او را روایت کرده است. اینگونه روایات، به‌سبب توجه و شیفتگی نسبت به بزرگمهر از سوی نویسندگان دورهٔ اسلامی است؛ هرچند که نتیجهٔ این گونه‌گونی روایات دربارهٔ بزرگمهر، سبب افسانه‌ای پنداشتن بزرگمهر از سوی نویسندگان معاصر غربی شده است، و این در حالی است که پیوند میان بزرگمهر و انوشیروان در تاریخ ایران و ادبیات فارسی پس از اسلام انکارناشدنی است.
دربارهٔ درگذشت بزرگمهر در منابع فارسی و عربی دورهٔ اسلامی، نظرات گوناگونی نقل شده است، اما برخی مانند فردوسی، ثعالبی، دینوری، ابن اسفندیار و نویسندهٔ ناشناس مجمل‌التواریخ از درگذشت بزرگمهر یادی نکرده‌اند. دسته‌ای دیگر از نویسندگان درگذشت بزرگمهر را به‌سبب اعدام او دانسته‌اند و چرایی آن را در روایت‌های گوناگون تغییر مذهب وی برشمرده‌اند. طرطوشی در سراج‌الملوک و بیهقی در تاریخ بیهقی، گزارش مُثله‌کردن یا گردن‌زدن بزرگمهر به اتهام گرایش به مسیحیت را آورده‌اند. مسعودی سبب اعدام او را گرایش به مانویت می‌داند. سرچشمهٔ این گمان و پندار که بزرگمهر تغییر مذهب داده و همین، سبب اعدامش شده، دو گزارش است: نخست گزارش مسعودی دربارهٔ اعدام بزرگمهر در پادشاهی خسرو پرویز پس از نبرد او با بهرام چوبین است که این روایت با گزارش‌های تاریخی همخوانی ندارد. دوم گزارش زین‌العابدین شیروانی است که می‌گوید در کتابی از برزوی اصفهانی — از شاگردان بزرگمهر — چنین آمده که بزرگمهر بر آیین فریدون و آموزه‌های کیخسرو بوده و کیش زرتشت — که دین رسمی روزگار ساسانی بوده — را پاس نمی‌داشته است.

## شخصیت
برپایهٔ منابع دوران اسلامی، بزرگمهر افزون بر وزیر خردمند نوشین‌روان، دانشمند، قهرمان میهنی، دانای رمز و رازهای سربه‌مهر، سبب شرمساری حکومت‌های هند و روم در برابر ایران، دانا به دانش‌های پزشکی و ستاره‌شناسی نمایانده شده است. پندنامهٔ بزرگمهر به نوشین‌روان و داستان بازی نرد و شطرنج، از مهم‌ترین داستان‌های دورهٔ تاریخی شاهنامه است. هفت بزمی که بزرگمهر در آن‌ها دستاورد حکمت و اندیشهٔ خویش را به انوشیروان ارائه می‌کند در شاهنامه بیان شده است. نیز او چکیدهٔ حکمت خویش را در دوازده قانون به خسرو اول داد که پاس‌داشتن آن‌ها سبب امن و امان برای پادشاه و مردمان است. پند دهی بزرگمهر به نوشین‌روان چنان در چشم نویسندگان دوران اسلامی پررنگ آمده که در آثار این دوره، پند و اندرز با نام بزرگمهر همنشین‌اند. جاحظ، ابن قتیبه، ابن عبدریه، ابراهیم بیهقی و تنوخی از نویسندگان عرب، پندهای مشابهی را در آثار خویش آورده‌اند. برترین آموزه‌های اخلاقی در آثار نویسندگان ایران مانند مرزبان بن رستم، عنصرالمعالی، خواجه نظام‌الملک، عوفی، سعدی در گلستان و جامی در بهارستان، به روایت‌های گونه‌گون به بزرگمهر نسبت داده شده است. در داستان‌های گلستان و بهارستان — که منبع آن‌ها روشن نیست — انوشیروان نمونهٔ دادگری نمایانده می‌شود که این دادگری از خرد بزرگمهر سرچشمه دارد؛ و روایت رابطهٔ میان این دو تن در دربارهای پُرگزند دوران اسلامی، بهانه‌ای برای بیانِ بایستگیِ پاس‌داشتنِ داد و خرد در فرمانروایی بوده است.
خلفای عباسی برای موازنه میان اقوام قلمرو خلافت، هماره شیوهٔ ساسانیان را پیش چشم داشتند و روش خسرو اول و وزیر او، بزرگمهر را پی می‌گرفتند. حتی در منابع عربی اولیه، ابومسلم خراسانی از فرزندان بزرگمهر دانسته شده است. از دیگر ابعاد شخصیتی بزرگمهر، مهارت پیشگویی و دانایی به رازهای نهان است. ابن خلدون پیشگویی زوال ساسانیان و تولد پیامبر اسلام را از بزرگمهر می‌داند. به‌گفتهٔ مجیدی، این روایت‌ها سرچشمهٔ دانش بزرگمهر را از دو راه می‌دانند: نخست خواب گزاری و دوم دریافت شهودی. از همین‌رو سهروردی در بیان مبانی اندیشهٔ حکمت اشراق دربارهٔ نور و ظلمت، پایه‌گذاران این حکمت را حکیمان پارسی مانند بزرگمهر می‌داند. همچنین بزرگمهر نمونه و معیار وزیران باتدبیر با ویژگی‌هایی سنجیده در ادب پارسی نمایانده شده است.

## آثار
نخستین اثری که از بزرگمهر دانسته می‌شود، ایادگار وزرگمهر بختگان یا پندنامهٔ بزرگمهر بختگان است. این اثر که خطاب به نوشین‌روان، به زبان پهلوی و مشتمل بر ۱۴۲۵ واژه است، در سال ۱۸۸۵ م در گنج شایگان اثر دستور پشوتن بهرام سنجانا چاپ شد. برگردان فارسی اثر با نام یادگار بزرگمهر در ۲۶۴ بند به‌دست ماهیار نوابی انجام و در سال ۱۳۳۸ در نشریهٔ دانشکدهٔ ادبیات تبریز چاپ شد. آوانوشت، متن فارسی و برگردان انگلیسی آن با نام اندرزنامهٔ بزرگمهر در سال ۱۳۵۰ از سوی فرهاد آبادانی در اصفهان به چاپ رسید. میان شیوهٔ این اثر با شیوهٔ پند دهی بزرگمهر به انوشیروان در شاهنامه نزدیکی‌هایی وجود دارد؛ از همین‌رو به‌باور ماهیار نوابی این اثر بی‌گمان از منابع فارسی است. ابوعلی مسکویه در کتاب جاویدان خرد محتوای این رساله را آورده است. این اثر دربردارندهٔ اصول رفتاری و تربیتی است، مانند آداب نیک در گفتگو، تعالی‌جویی، کردار جوانمردانه، راستی و درستی، پرهیز از سستی و تنبلی، دانش‌اندوزی و مانند اینها؛ که هر کدام از آن‌ها در یک یا دو جمله یا گاهی در یک عبارت بیان می‌شود.
دومین اثر رسالهٔ مادیگان شترنگ یا وزارشن چترنگ گزارشی دربارهٔ بازی شطرنج است که در سال ۱۳۴۷ به‌دست محمدتقی بهار به فارسی برگردانده و چاپ شد.
افزون بر دو رسالهٔ پهلوی یادشده، باور بر این است که بزرگمهر ظفرنامه را نیز نوشته است. حاجی خلیفه بنابر روایتی سست گفته است ابن سینا آن را از پهلوی به فارسی برگردانده است؛ این در حالی است که سبک نگارش آن با سبک نثر فارسی ابن سینا در دانشنامه علائی همخوانی ندارد. اندرزهای یادشده در این اثر با آنچه در ایادگار وزرگمهر بختگان آمده، کاملاً یکسانند یا تفاوت‌هایی اندک دارند؛ برای اندرزهایی که در جاویدان خرد ابن مسکویه به بزرگمهر نسبت داده شده، نیز چنین است. نخستین بار شارل شفر در سال ۱۸۸۳ م در فرانسه متن اثر را منتشر کرد و سپس در سال ۱۳۰۹ از سوی کاظم رجوی در تبریز و سپس‌تر به‌دست مهدی بیانی و در سال ۱۳۴۸ نیز از سوی غلامحسین صدیقی در تهران چاپ شد.
اثر دیگری که از بزرگمهر دانسته شده، «باب برزویهٔ طبیب» در دیباچهٔ کلیله و دمنه است. برزویه در برابر آوردن کتاب به ایران پاداشی نپذیرفت و تنها خواست تا شرح زندگانی‌اش از تولد تا آن روزگار در آغاز متنِ برگرداننده آورده شود؛ پس خسرو اول کار نگارش آن را به بزرگمهر سپرد. ابن ندیم نیز نقل می‌کند که بخشی از کلیله و دمنه از بزرگمهر است. با این حال در برخی از دست‌نویس‌های فارسی اثر، ابن مقفع نویسندهٔ «باب برزویهٔ طبیب» دانسته شده و چرایی آن این پندار است که در برگردان کتاب از پهلوی به سریانی، این باب وجود ندارد. از سوی دیگر پژوهش‌های غفرانی خراسانی به‌خاطر ناهمگونی این باب با آیین اسلام، نگارش باب را در دوران اسلامی امکان‌پذیر نمی‌داند. نصراله منشی، برگردانندهٔ کلیله و دمنه از عربی به فارسی در روزگار غزنویان، نویسندهٔ این باب را بزرگمهر می‌داند. خالقی مطلق می‌گوید نویسندگانی، این پیشگفتار و حتی بازگردانی کامل آن را به بزرگمهر — نه برزویه — نسبت داده‌اند؛ اما هیچ گواهی برای این ادعا وجود ندارد.
نیز آثاری منسوب به بزرگمهر هستند که یافت نشده‌اند: نخست بازنامهٔ کسری نوشیروان به پهلوی. این اثر تا روزگار نگارش کتاب جامع العلوم اثر فخر رازی در دسترس بوده است؛ دوم برگردانی هیربدسار که نامه‌ای از مه‌آباد بوده و بزرگمهر برای نوشین‌روان برگردانده است؛ سوم گردآوری اثر دانش‌افزای نوشیروانی دربارهٔ تاریخ پادشاهی ایران؛ چهارم کتاب الزَبَرج، ایریدَج یا البِزیدَج در ستاره‌شناسی است. احتمال دارد این واژه معرب «ویژیذک» به معنی «گزیده» باشد. تا سده‌های نخست اسلامی این اثر در دسترس بود. اثر، برگردانی و تفسیر کتاب آسترولوجیکا یا موالید نوشتهٔ والنس است؛ پنجم کتاب بزرگمهر فی مسائل الزیج است که تا عصر صفوی در اصفهان تدریس می‌شده؛ ششم فصول بزرگمهر است که تنها مورد اشاره از سوی ابوبکر خوارزمی است.
از کتاب مهرآزاد جُشْنَس یا مهرآذر جُشْنَس نیز — که از سوی ابن ندیم به بزرگمهر نسبت داده شده — اثری در دست نیست. افزون بر اینها، بسیاری از داستان‌ها و اندرزهای منسوب به بزرگمهر در نوشته‌های فارسی و عربی موجود است و کریستنسن برخی از آن‌ها را نام برده است. این امکان وجود دارد که بزرگمهر واقعاً برخی از این آثار را نوشته باشد؛ اما با این حال، انتساب بیشتر نوشته‌های پهلوی به‌ویژه متون ادبی به بزرگمهر چنان سست است که قابل اعتماد نیست. در تجدیدنظرهای پسین، نام نویسندگان تغییر کرده و اندرزهای یکسان به حکیمان گوناگون نسبت داده شده است، آنگونه که رباعیات مشهور به «سرگردان» به سرایندگان بسیارِ ایرانی نسبت داده شده است.